# Lomelosia stellata
Lomelosia stellata é uma espécie de planta com flor pertencente à família Dipsacaceae.
A autoridade científica da espécie é (L.) Raf., tendo sido publicada em Fl. Tellur. 4: 95 (1838).

## Portugal
Trata-se de uma espécie presente no território português, nomeadamente em Portugal Continental.
Em termos de naturalidade é nativa da região atrás indicada.

## Protecção
Não se encontra protegida por legislação portuguesa ou da Comunidade Europeia.